# دنيس شو (لاعب كرة قدم أمريكية)
دنيس شو (بالإنجليزية: Dennis Shaw)‏ هو لاعب كرة قدم أمريكية أمريكي، ولد في 3 مارس 1947 في لوس أنجلوس في الولايات المتحدة.

## وصلات خارجية
- دينيس شو على موقع مرجع كرة القدم المحترفة.كوم (الإنجليزية)